# Haworthia breueri
Haworthia breueri är en grästrädsväxtart som beskrevs av M. Hayashi. Haworthia breueri ingår i släktet Haworthia och familjen grästrädsväxter. Inga underarter finns listade i Catalogue of Life.